# Looney Tunes: Back in Action (videojuego)
Looney Tunes: Back in Action es un videojuego de plataformas para Game Boy Advance, PlayStation 2 y GameCube publicado por Electronic Arts en noviembre de 2003. Se tenía que planificar también una versión para Xbox pero su lanzamiento fue cancelado. El juego se basa en la película homónima.

## Jugabilidad
El juego implica jugar como Bugs Bunny o Daffy Duck. Cada personaje tiene sus propias habilidades especiales únicas y el juego requiere el uso de ambos personajes. En el camino, el dinero se encuentra por todas partes, generalmente en forma de monedas y billetes. También se encuentran lingotes de oro, pero rara vez. Las monedas valen $ 5, los billetes valen $ 50 y el oro vale $ 100. Algunos elementos están enterrados en el suelo. El dinero se utiliza para acceder a cualquiera de las otras 4 regiones del juego, como Las Vegas o París. Cada personaje puede recibir 3 golpes. Tras el tercer golpe, regresan al último punto de control. Hay un número ilimitado de vidas. Bugs Bunny tiene las habilidades especiales de excavar y hacer saltos dobles. Daffy Duck tiene las habilidades especiales de aletear y nadar. Bugs y Daffy deben cumplir de cuatro a seis desafíos en cada una de las cinco regiones. [cita requerida] La versión de PlayStation 2 incluye características adicionales como la creación del juego.

## Recepción
El juego recibió críticas mixtas tras su lanzamiento, a excepción de la versión de Game Boy Advance, que recibió críticas desfavorables. GameRankings y Metacritic le dieron puntuaciones respectivas de 49,38% y 47 sobre 100 para la versión Game Boy Advance; 58,77% y 51 de 100 para la versión PlayStation 2; y 67,63% y 64 de 100 para la versión de GameCube.